# Namie Amuro Concentration 20 Live in Tokyo Dome
『Namie Amuro Concentration 20 Live in Tokyo Dome』（ナミエ・アムロ・コンセントレーション・トゥエンティー・ライブ・イン・トウキョウ・ドーム）は、日本の女性歌手・安室奈美恵の2作目のライブ映像作品である。VHS、LDは1997年12月3日発売。DVDは2000年9月27日発売。発売元はavex trax。

## 解説
- 3rdアルバム『Concentration 20』を引っ提げて行われた自身初のドームツアー“mistio presents namie amuro SUMMER STAGE 1997 Concentration 20”の東京公演（1997年8月2日・3日）の模様を収録。加えて当時の心境を語るインタビュー映像が収録されている。
- 東京ドームでコンサートを開催したミュージシャンとして安室が史上最年少ソロアーティスト（当時19歳10ヶ月）の記録を残している。また、史上最多公演国内女性ソロアーティスト（総合23位・3回）の記録も残している。（東京ドームコンサートを開催したミュージシャンの一覧#東京ドーム公演に関する記録を参照）。15年後の2012年には、デビュー20周年を記念して全国5大ドームツアー『namie amuro 5 Major Domes Tour 2012 〜20th Anniversary Best〜』が開催された。
- セットリストは全曲avex trax移籍後の楽曲で構成されている。東芝EMI（現・EMIミュージック・ジャパン）在籍時代の楽曲はセットリストに含まれていない。
- 本作は3rdアルバム『Concentration 20』が発売された際に、1997年9月26日(金)発売予定[1]でavexと当時の販売元日本クラウンから告知されていたが、10月22日(水)に延期された後[2]、再度延期の末12月3日(水)発売されることになった。
- 2005年3月24日に期間限定特別価格盤が発売された。同年4月30日までの期間限定出荷。2000年9月27日に発売されたDVDとの違いは価格が廉価になったこと、パッケージがジュエルケースでなくトールケースになったこと、トールケースに合わせてブックレットのサイズが変わったことの3点（ジャケット写真、収録内容は同じ）。
- 2012年9月16日にデビュー20周年を記念して、期間限定スペシャルプライス盤が発売された。同年12月25日までの期間限定出荷。

## 収録曲
1. OPENING (5:49)
2. Close your eyes, Close to you (5:49)
3. i was a fool (4:15)
4. PRIVATE (6:38)
5. Don't wanna cry (4:54)
6. a walk in the park (5:32)
7. No Communication (5:14)
8. Storm (2:50)
9. Concentration 20 (make you alright) (4:12)
10. SWEET 19 BLUES (5:24)
11. B w/z you (4:44)
12. Body Feels EXIT [Latin House Mix] (9:13)
13. Whisper (5:07)
14. Chase the Chance (4:34)
15. How to be a Girl (5:11)
16. LET'S DO THE MOTION (3:33)
17. You're my sunshine (5:06)
18. CAN YOU CELEBRATE? (6:15)
19. Me love peace !! (4:12)

## ツアー日程
| 公演数 | 開催日  | 会場         |
| ------ | ------- | ------------ |
| 01     | 7月26日 | 大阪ドーム   |
| 02     | 7月27日 | 大阪ドーム   |
| 03     | 8月2日  | 東京ドーム   |
| 04     | 8月3日  | 東京ドーム   |
| 05     | 8月9日  | 福岡ドーム   |
| 06     | 8月10日 | 福岡ドーム   |
| 07     | 8月12日 | ナゴヤドーム |
| 08     | 8月13日 | ナゴヤドーム |

## 発売形態
| 形態 | 発売日        | 品番       | 備考                                                                           |
| ---- | ------------- | ---------- | ------------------------------------------------------------------------------ |
| VHS  | 1997年12月3日 | AVVD-90035 |                                                                                |
| LD   | 1997年12月3日 | AVLD-80011 |                                                                                |
| DVD  | 2000年9月27日 | AVBD-91024 | ジュエルケース仕様。                                                           |
| DVD  | 2005年3月24日 | AVBD-91330 | 期間限定特別価格盤。4月30日までの期間限定出荷。トールケース仕様。              |
| DVD  | 2012年9月16日 | AVBD-91988 | 期間限定スペシャルプライス盤。12月25日までの期間限定出荷。ジュエルケース仕様。 |